# 후미노사토역
후미노사토역(일본어: 文の里駅, ふみのさとえき)은 일본 오사카부 오사카시 아베노구에 있는 오사카 시영 지하철의 역이다.

## 개요 및 역 구조
섬식 1면 2선의 승강장이 있는 지하역이다. 개찰구는 1개소가 있다.
야오미나미 방면의 출고선이 있어, 미야코지마・다이니치 방면의 발착 열차가 운행되고 있다.

### 승강장
| 1 | ■ 다니마치 선 | 히라노 · 야오미나미 방면                         |
| 2 | ■ 다니마치 선 | 덴노지 · 덴마바시 · 히가시우메다 · 다이니치 방면 |

## 역세권 정보
- 아베노구청
- 아베노 구 보건 센터
- 아베노 세무서
- 아베노 우체국
- 일본우정
- 아베노 소방서
- 후미노사토 상점가
- 미도스지 선 쇼와초역

## 역사
- 1980년 11월 27일: 다니마치 선 덴노지 ~ 야오미나미 연장 시에 영업 개시.

## 인접역
| ■ 오사카 메트로 다니마치선 | ■ 오사카 메트로 다니마치선 | ■ 오사카 메트로 다니마치선 |
| -------------------------- | -------------------------- | -------------------------- |
| T28 아베노 다이니치 방면   |                            | T30 다나베 야오미나미 방면 |